# Stanisław Gawiejnowicz
Stanisław Gawiejnowicz – polski informatyk, doktor habilitowany nauk technicznych. Specjalizuje się w teorii szeregowania zadań. Profesor na Wydziale Matematyki i Informatyki Uniwersytetu im. Adama Mickiewicza w Poznaniu.

## Życiorys
Studia z matematyki ukończył na poznańskim UAM w 1988. Doktoryzował się na Wydziale Elektrycznym Politechniki Poznańskiej w 1997 pracą pt. Szeregowanie zadań o zmiennych czasach wykonywania (promotorem pracy był prof. Jacek Błażewicz). Habilitował się w 2009 roku na Wydziale Informatyki i Zarządzania Politechniki Poznańskiej rozprawą pt. Time-Dependent Scheduling. Pracuje jako profesor nadzwyczajny w Zakładzie Algorytmiki i Programowania Wydziału Matematyki i Informatyki UAM.
Autor książki Time-Dependent Scheduling (wyd. Springer Science & Business Media 2008, ISBN 978-3-540-69445-8), a także podręcznika System operacyjny DOS (wyd. UAM 1992) oraz Wstęp do systemów operacyjnych (wyd. UAM 1998). Swoje prace publikował m.in. w "European Journal of Operational Research", "Information Processing Letters" oraz "Applied Mathematics and Computation".